# استانداردها و تمرین‌های پیشنهادی
استانداردها و تمرین‌های پیشنهادی ویژگی‌های فنی هستند که توسط سازمان بین‌المللی هوانوردی غیرنظامی (ایکائو) ارائه می‌شوند. این تمرین‌ها بر پایه بند ۳۷ معاهده هوانوردی غیرنظامی بین‌المللی (یا معاهده شیکاگو) برای دستیابی به بالاترین درجه تمرین برای رسیدن به یکپارچگی مقررات، استانداردها، رویه‌ها، و سازمانی در ارتباط با هواگرد، کارکنان، مسیر هوایی، و خدمات کمکی در همه زمینه‌ها به گونه‌ای تنظیم می‌شوند که این یکپارچگی، ناوبری هوایی را آسان کرده یا بهبود دهد.

## الزام‌ها
استانداردها و تمرین‌های پیشنهادی از سوی سازمان بین‌المللی هوانوردی غیرنظامی (ایکائو) به صورت متمم‌هایی به معاهده شیکاگو منتشر می‌شوند. اجرای استانداردها و تمرین‌های پیشنهادی به اندازه مفاد رسمی معاهده شیکاگو، الزام قانونی ندارد. زیرا متمم‌ها "پیمان بین‌المللی" انگاشته نمی‌شوند. همچنین، کشورها با "تعهد به همکاری در تامین یکپارچگی" و نه "برآوردن آن" موافقت کرده‌اند. هر کشور متعهد می‌تواند به شورای سازمان بین‌المللی هوانوردی غیرنظامی (ایکائو) تفاوت‌های استانداردها و تمرین‌های پیشنهادی آن سازمان با مقررات و تمرین‌های خود را اطلاع دهد. این تفاوت‌ها به صورت مکمل‌های متمم‌ها منتشر می‌شوند.

## تعریف‌ها
استاندارد سازمان بین‌المللی هوانوردی غیرنظامی (ایکائو) اینگونه تعریف می‌شود: "هر مشخصه‌ای برای ویژگی‌های فیزیکی، پیکربندی، مواد، عملکرد، کارکنان یا رویه‌ها، استفاده یکسان از هر چیزی که برای ایمنی یا نظم ناوبری هوایی بین‌المللی، لازم شناخته می‌شود، و هر چیز سازگار با کنوانسیون، که کشورهای متعهد از آن پیروی می‌کنند."
تمرین پیشنهادی سازمان بین‌المللی هوانوردی غیرنظامی (ایکائو) اینگونه تعریف می‌شود: "هر مشخصه‌ای برای ویژگی‌های فیزیکی، پیکربندی، مواد، عملکرد، کارکنان یا رویه‌ها، استفاده یکسان از هر چیزی که برای ایمنی، نظم، یا کارایی ناوبری هوایی بین‌المللی، خوشایند و دلخواه شناخته می‌شود، و هر چیز سازگار با کنوانسیون، که کشورهای متعهد تلاش می‌کنند از آن پیروی کنند."

## تایید سازگاری با استانداردها و تمرین‌های پیشنهادی
سازمان بین‌المللی هوانوردی غیرنظامی (ایکائو) سازگاری با استانداردها و تمرین‌های پیشنهادی را با بازرسی‌های سامانه‌های نظارت دولتی بررسی می‌کند. هم‌اکنون دو برنامه بازرسی وجود دارند:
- برنامه بازرسی دولتی ایمنی جهانی[۴]
- برنامه بازرسی امنیت جهانی[۵]

## پیوند لبه بیرون
- تاریخ پستی ایکائو، استانداردها و تمرین‌های پیشنهادی بین‌المللی